# フランキー・デラクルーズ
フランキー・デラクルーズ（Frankie de la Cruz、本名：エウロジオ・デラクルーズ・マルティネス（Eulogio de la Cruz Martinez）、1984年3月12日 - 2021年3月14日）は、ドミニカ共和国・サントドミンゴ出身のプロ野球選手（投手）。
登録名の「フランキー」は愛称である。NPBでの登録名は「エウロ・デラクルス」（Eulo De La Cruz）。CPBLでの登録名「馬丁尼茲」。

## 経歴

### デトロイト・タイガース時代
2001年にデトロイト・タイガースと契約。
2007年6月18日の対ワシントン・ナショナルズ戦（ロバート・F・ケネディ・メモリアル・スタジアム）の8回表から登板してMLBデビューを果たす。結果は1イニングを投げて無失点だった。同年12月、ミゲル・カブレラ、ドントレル・ウィリスとのトレードでフロリダ・マーリンズに移籍。

### フロリダ・マーリンズ時代
2008年はマイナーリーグで先発として13勝を挙げる。後にサンディエゴ・パドレスに移籍した。

### サンディエゴ・パドレス時代
2009年はAAA級ポートランドで主にリリーフとして48試合に登板したが、ともにMLBでは結果を残せなかった。

### ヤクルト時代
2009年12月14日にNPBの東京ヤクルトスワローズに入団することが発表された。推定年俸は1,500万円。なお、この時、ハイチ地震の影響でアメリカ合衆国でのビザの発給が遅れ、ヤクルトの春季キャンプに6日ほど遅れてしまうという出来事があった。同年は9試合に登板し0勝0敗、防御率7.84という成績だったが、年齢が若く伸びしろが期待できることから残留の可能性もあった。しかし、ヤクルトが抑えの林昌勇の引き留めに高額の費用を投じたこともあり、割を食う形で11月30日にトニー・バーネット、ジェイミー・デントナ、李恵践らとともに自由契約となり、退団した。

### ミルウォーキー・ブルワーズ時代
2011年1月12日にミルウォーキー・ブルワーズとマイナー契約を結ぶ。8月11日にMLBに昇格し、11試合に登板した。

### シカゴ・カブスへ移籍
2012年3月16日にウェーバーでシカゴ・カブスに移籍する。MLBに昇格することなく退団した。

### 統一セブンイレブン・ライオンズ時代
8月18日からシーズン終了までCPBLの統一セブンイレブン・ライオンズでプレー。

### ブルワーズに復帰
11月16日にキャンプ招待選手として再度ブルワーズとマイナー契約を結んだ。

### モンテレイ・サルタンズ時代
2014年4月1日にメキシカンリーグのモンテレイ・サルタンズと契約。7月1日にFAとなる。オフはドミニカ共和国のウィンターリーグでプレー。
2015年は所属球団なく、オフにベネズエラのウィンターリーグに参加。

### ネットゥーノ・ベースボールクラブ時代
2016年はイタリアンベースボールリーグのネットゥーノ・ベースボールクラブと契約。

### サルティーヨ・サラペメーカーズ時代
2017年3月30日にメキシカンリーグのサルティーヨ・サラペメーカーズと契約。
2018年もサルティーヨ・サラペメーカーズでプレーした。7月17日にFAとなった。

### メキシコシティ・レッドデビルズ時代
7月31日にメキシコシティ・レッドデビルズと契約。同年限りでレッドデビルズを退団。

### ラグナ・ユニオン・コットンファーマーズ時代
2019年4月3日にラグナ・ユニオン・コットンファーマーズと契約。
2020年も引き続きコットンファーマーズに所属したが、COVID-19の影響でシーズン中止となったため、公式戦での出場は無かった。

### 死去
2021年のシーズン開幕前の3月14日に心臓発作のため37歳で死去。

## 詳細情報

### 年度別投手成績
| 年 度     | 球 団     | 登 板 | 先 発 | 完 投 | 完 封 | 無 四 球 | 勝 利 | 敗 戦 | セ 丨 ブ | ホ 丨 ル ド | 勝 率 | 打 者 | 投 球 回 | 被 安 打 | 被 本 塁 打 | 与 四 球 | 敬 遠 | 与 死 球 | 奪 三 振 | 暴 投 | ボ 丨 ク | 失 点 | 自 責 点 | 防 御 率 | W H I P |
| --------- | --------- | ----- | ----- | ----- | ----- | -------- | ----- | ----- | -------- | ----------- | ----- | ----- | -------- | -------- | ----------- | -------- | ----- | -------- | -------- | ----- | -------- | ----- | -------- | -------- | ------- |
| 2007      | DET       | 6     | 0     | 0     | 0     | 0        | 0     | 0     | 0        | 0           | ----  | 32    | 6.2      | 10       | 1           | 4        | 1     | 0        | 5        | 3     | 0        | 8     | 5        | 6.75     | 2.10    |
| 2008      | FLA       | 6     | 1     | 0     | 0     | 0        | 0     | 0     | 0        | 0           | ----  | 53    | 9.0      | 15       | 2           | 11       | 0     | 0        | 4        | 1     | 0        | 20    | 18       | 18.00    | 2.89    |
| 2009      | SD        | 3     | 0     | 0     | 0     | 0        | 0     | 0     | 0        | 0           | ----  | 17    | 3.1      | 2        | 0           | 6        | 0     | 0        | 2        | 0     | 0        | 2     | 2        | 5.40     | 2.40    |
| 2010      | ヤクルト  | 9     | 0     | 0     | 0     | 0        | 0     | 0     | 0        | 0           | ----  | 46    | 10.1     | 14       | 2           | 1        | 0     | 0        | 4        | 1     | 0        | 9     | 9        | 7.84     | 1.45    |
| 2011      | MIL       | 11    | 0     | 0     | 0     | 0        | 0     | 0     | 0        | 0           | ----  | 55    | 13.0     | 10       | 0           | 5        | 0     | 2        | 9        | 3     | 0        | 4     | 4        | 2.77     | 1.15    |
| 2012      | 統一      | 6     | 5     | 0     | 0     | 0        | 3     | 1     | 0        | 0           | .750  | 143   | 36.0     | 24       | 1           | 8        | 0     | 2        | 29       | 5     | 0        | 12    | 8        | 2.00     | 0.89    |
| MLB：4年  | MLB：4年  | 26    | 1     | 0     | 0     | 0        | 0     | 0     | 0        | 0           | ----  | 157   | 32.0     | 37       | 3           | 26       | 1     | 2        | 20       | 7     | 0        | 34    | 29       | 8.16     | 1.97    |
| NPB：1年  | NPB：1年  | 9     | 0     | 0     | 0     | 0        | 0     | 0     | 0        | 0           | ----  | 46    | 10.1     | 14       | 2           | 1        | 0     | 0        | 4        | 1     | 0        | 9     | 9        | 7.84     | 1.45    |
| CPBL：1年 | CPBL：1年 | 6     | 5     | 0     | 0     | 0        | 3     | 1     | 0        | 0           | .750  | 143   | 36.0     | 24       | 1           | 8        | 0     | 2        | 29       | 5     | 0        | 12    | 8        | 2.00     | 0.89    |

- 2018年度シーズン終了時

### 年度別守備成績
| 年 度 | 球 団 | 投手（P） | 投手（P） | 投手（P） | 投手（P） | 投手（P） | 投手（P） |
| 年 度 | 球 団 | 試 合     | 刺 殺     | 補 殺     | 失 策     | 併 殺     | 守 備 率  |
| ----- | ----- | --------- | --------- | --------- | --------- | --------- | --------- |
| 2007  | DET   | 6         | 0         | 0         | 0         | 0         | ----      |
| 2008  | FLA   | 6         | 1         | 4         | 0         | 1         | 1.000     |
| 2009  | SD    | 3         | 1         | 1         | 0         | 1         | 1.000     |
| 2011  | MIL   | 11        | 0         | 0         | 0         | 0         | ----      |
| MLB   | MLB   | 26        | 2         | 5         | 0         | 2         | 1.000     |

- 2018年度シーズン終了時

### 記録
NPB
- 初登板：2010年6月15日、対北海道日本ハムファイターズ4回戦（明治神宮野球場）、7回表に3番手で救援登板、2回無失点
- 初奪三振：2010年6月19日、対広島東洋カープ7回戦（MAZDA Zoom-Zoom スタジアム広島）、7回裏に梵英心から

### 背番号
- 36 （2007年、2012年、2019年 - ）
- 45 （2008年）
- 58 （2009年）
- 70 （2010年）
- 63 （2011年）